# Zanské jazyky
Zanské jazyky (gruzínsky: ჭანური ენები, Zanuri enebi) tvoří jednu z větví kartvelských jazyků, do které spadají dva jazyky: megrelština a lazština. Někdy se oba jazyky považují za pouhé dialekty jediného zanštinského jazyka, avšak oba dva si jsou ve skutečnosti navzájem dost obtížně srozumitelné, přestože mají z velké části společnou slovní zásobu. 
Ve starověku existovala forma protozanského jazyka, kterou se v oblasti západní Gruzie mluvilo v době bronzové a v království Kolchida. Lingvista Akaki Šanidze proto navrhl zavést pojem „kolchidština“, jenž by pojmul všechny zanské jazyky a dialekty té doby. Pojem „Zan“ pochází z řečtiny a latiny, kteří tak nazývali všechny jazyky v oblasti podle toho, jak nazývali Svanové jeden z nejmocnějších kmenů v Mingrelii.

## Vývoj
Zanské jazyky se přibližně v 8. století př. n. l. oddělily od protokartvelských jazyků a mluvili jimi lidé v oblasti od Trabzonu až po Mingrelii. Jednotlivé jazyky z této skupiny si byly navzájem hodně podobné, takže to usnadnilo komunikaci i existenci sjednoceného království Kolchida a Lazika.
V 7. století však celou oblast Gruzie napadli Arabové a z vnitrozemí směrem na západ vytlačili gruzínské obyvatelstvo Ibérie. Gruzínci osídlili a zcela asimilovali zansky mluvící obyvatele Imeretie, Gurie a Adžárie, čímž oblast rozšíření zanských jazyků natrvalo rozdělili.
Další rozdělení bylo náboženské a politické, které přispělo k tomu, že se zanský jazyky v Mingrelii i na území dnešního Turecka od sebe více a více odlišovaly, až se nakonec v novověku vyvinuly ve dva odlišné jazyky, megrelštinu a lazštinu. Megrelsky se dnes hovoří ve východní Abcházii a spodní části regionu Samegrelo, zatímco lazsky mluví někteří obyvatelé východního Turecka a jižní Adžárie.